# Ips
Pour les articles homonymes, voir IPS.
Genre
Ips est un genre d'insectes de l'ordre des coléoptères, de la famille des Curculionidae et de la sous-famille des Scolytinae. C'est un genre d’insectes xylophages ravageurs.

## Liste des espèces
- Ips avulsus (Eichhoff, 1868)
- Ips amitinus (Eichhoff, 1872)
- Ips borealis Swaine, 1911 - graveur boréal
- Ips calligraphus (Germar) - calligraphe
- Ips cembrae (Heer, 1836) - grand scolyte du mélèze
- Ips duplicatus (Sahlberg, 1836)
- Ips grandicollis (Eichhoff) - scolyte à grand corselet
- Ips hoppingi Lanier, 1970
- Ips hunteri Swaine, 1917
- Ips knausi Swaine, 1915
- Ips lecontei Swaine, 1924
- Ips paraconfusus Lanier, 1970
- Ips perroti Swaine, 1915
- Ips pilifrons Swaine, 1912
- Ips pini (Say) - scolyte du pin
- Ips woodi Thatcher, 1965
- Ips acuminatus (Gyllenhal, 1827)
- Ips sexdentatus (Börner, 1776) - sténographe
- Ips typographus (Linnaeus, 1758) - typographe ou scolyte de l'épicéa ou bostryche typographe